# Lyka Antal
Lyka Antal, Laky (Budapest, 1908. május 29. – 1976. október 6.) válogatott labdarúgó, fedezet, majd edző. Testvére Lyka Rezső szintén ferencvárosi labdarúgó volt 1925-26-ban. A sportsajtóban Lyka II néven volt ismert.

## Pályafutása

### Klubcsapatban
1921-ben kezdte a labdarúgást a Ferencváros kölyökcsapatában. Játszott az ifjúsági és amatőr csapatban. 1926-ban szerződtette a profi Ferencváros. 1927-ben fél évre kölcsönadták a Somogy FC-nek. Visszatérése után hamarosan biztos helye lett a fedezetsorban. Tagja volt az 1931–32-es idényben száz százalékos eredménnyel bajnokságot nyert csapatnak. A Ferencvárosban összesen 359 mérkőzésen szerepelt (142 bajnoki, 195 nemzetközi, 22 hazai díjmérkőzés) és 11 gólt szerzett (2 bajnoki, 9 egyéb). 1937-ben vonult vissza.

### A válogatottban
1930 és 1934 között 12 alkalommal szerepelt a válogatottban.

### Edzőként
1964 januárjában az NB II-es Veszprémi Haladás Petőfi edzője lett. 1968-tól 1969-ig a Kecskeméti TE csapatát irányította.

## Sikerei, díjai

### Játékosként
- Magyar bajnokság
  - bajnok: 1926–27, 1931–32, 1933–34
  - 2.: 1928–29, 1929–30, 1934–35, 1936–37
  - 3.: 1930–31, 1932–33, 1935–36
- Magyar kupa
  - győztes: 1928, 1933, 1935
  - döntős: 1931, 1932
- Közép-európai kupa (KK)
  - győztes: 1928, 1937
  - döntős: 1935
  - elődöntős: 1934

### Edzőként
- Magyar bajnokság
  - bajnok: 1948–49
- Mesteredző (1963)

## Statisztika

### Mérkőzései a válogatottban
| Magyarország | Magyarország         | Magyarország                    | Magyarország | Magyarország | Magyarország  | Magyarország | Magyarország | Magyarország |
| #            | Dátum                | Helyszín                        | Hazai        | Eredmény     | Vendég        | Kiírás       | Gólok        | Esemény      |
| ------------ | -------------------- | ------------------------------- | ------------ | ------------ | ------------- | ------------ | ------------ | ------------ |
| 1.           | 1930. június 1.      | Budapest, Hungária körúti pálya | Magyarország | 2 – 1        | Ausztria      | barátságos   | -            |              |
| 2.           | 1930. június 8.      | Budapest, Üllői úti pálya       | Magyarország | 6 – 2        | Hollandia     | barátságos   | -            |              |
| 3.           | 1930. szeptember 21. | Bécs, Hohe Warte                | Ausztria     | 2 – 3        | Magyarország  | barátságos   | -            |              |
| 4.           | 1930. szeptember 28. | Drezda, Ostragehege             | Németország  | 5 – 3        | Magyarország  | barátságos   | -            |              |
| 5.           | 1930. október 26.    | Budapest, Hungária körúti pálya | Magyarország | 1 – 1        | Csehszlovákia | barátságos   | -            |              |
| 6.           | 1931. április 12.    | Budapest, Hungária körúti pálya | Magyarország | 6 – 2        | Svájc         | Európa-kupa  | -            |              |
| 7.           | 1931. május 3.       | Bécs, Hohe Warte                | Ausztria     | 0 – 0        | Magyarország  | Európa-kupa  | -            |              |
| 8.           | 1931. november 8.    | Budapest, Üllői úti pálya       | Magyarország | 3 – 1        | Svédország    | barátságos   | -            |              |
| 9.           | 1932. április 24.    | Bécs, Hohe Warte                | Ausztria     | 8 – 2        | Magyarország  | barátságos   | -            |              |
| 10.          | 1933. július 2.      | Stockholm                       | Svédország   | 5 – 2        | Magyarország  | barátságos   | -            |              |
| 11.          | 1934. április 15.    | Bécs, Hohe Warte                | Ausztria     | 5 – 2        | Magyarország  | barátságos   | -            |              |
| 12.          | 1934. április 29.    | Budapest, Hungária körúti pálya | Magyarország | 4 – 1        | Bulgária      | vb-selejtező | -            |              |
|              | Összesen             |                                 |              | 12           | mérkőzés      |              | 0            | gól          |